# Hopferau
Hopferau är en kommun och ort i Landkreis Ostallgäu i Regierungsbezirk Schwaben i förbundslandet Bayern i Tyskland.
Kommunen ingår i kommunalförbundet Seeg tillsammans med kommunerna Eisenberg, Lengenwang, Rückholz, Seeg och Wald.